# Ágios Pródromos (Chalcidique)
Ágios Pródromos, en grec moderne : Άγιος Πρόδρομος, est un village du dème de Polýgyros, district régional de Chalcidique, en Macédoine-Centrale, Grèce.
Selon le recensement de 2011, la population du village compte 408 habitants.